# Ignatius Stracké
Johannes Maria Theodorus Ignatius Stracké, auch Johann Stracke oder Ignatz Stracké (* 5. Dezember 1790 in Dorsten, Vest Recklinghausen; † 11. Januar 1875 in Arnheim, Provinz Gelderland), war ein deutsch-niederländischer Bildhauer.

## Leben

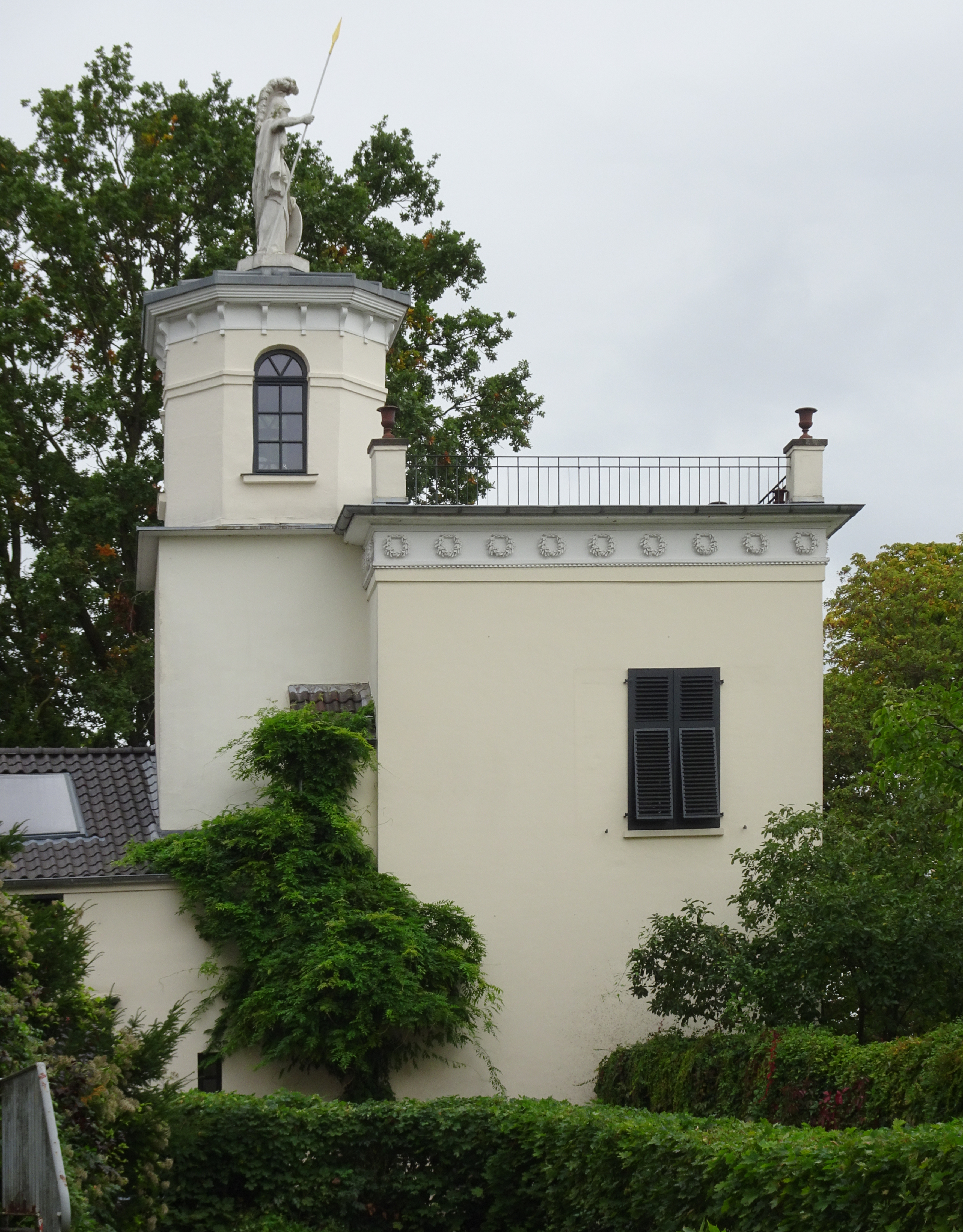
Minerva auf dem Atelierturm des B.C. Koekkoek-Hauses in Kleve

Ignatius Stracké war der Sohn von Caspari Stracké und Mariae Joehnkes. 1812 heiratete er die Dorstenerin Ursula Reuter (de Ruijter). Das Paar lebte zunächst in Dorsten und bekam drei Söhne, Gottfried, Jean Theodore und Frans.
1824 zog die Familie nach Berlin, wo Stacké – unterstützt durch ein Referenzschreiben des westfälischen Oberpräsidenten Ludwig von Vincke – in das Atelier des Bildhauers Christian Daniel Rauch eintrat. Bei Rauch und im Milieu der Berliner Bildhauerschule erhielt er eine klassizistische künstlerische Ausbildung, die er an seine drei Söhne, die bald in seinem Atelier mitwirkten, weitergab. Im Jahre 1842 zog die Familie von Rees, wo sie sich niedergelassen hatte, nach Arnheim. Später wurde Ignatius Stracké Direktor der Koninklijke School voor Nuttige en Beeldende Kunsten (Königliche Schule für Bildende und Gebrauchskunst), der Kunstgewerbeschule von ’s-Hertogenbosch.
In dritter Generation setzten Theodor Stracke, ein Sohn Gottfrieds, Franciscus Leonardus Stracké und Leo Stracké, die Söhne Jean Theodores, sowie Xavier und Louis Stracké, Söhne von Frans Stracké, die Künstlerdynastie Stracké fort.
Ignatius Strackés Werk ist gekennzeichnet durch viel Holzschnitzerei. Eine hölzerne, fast drei Meter hohe Minerva-Statue von Ignatius Stracké, eine Figur mit Schild, Medusenhaupt und Speer, ließ der Maler Barend Cornelis Koekkoek in den 1840er Jahren auf seinem Belvedere in Kleve anbringen. Von Wind und Wetter angegriffen und viele Male neu angestrichen, zerbrach sie 1930. 1995 wurde sie nach einem Gipsmodell des Rijksmuseum Amsterdam aus wetterfestem Acrylat rekonstruiert und auf dem Turm des Belvedere installiert.